# 安特·罗耶
安特·罗耶（1905年10月1日—1980年12月15日），克罗地亚男子游泳、水球运动员。他曾代表南斯拉夫参加1924年和1936年夏季奥林匹克运动会，其中1924年奥运会参加游泳项目，1936年奥运会参加水球项目。